# アントワーヌ (ロレーヌ公)

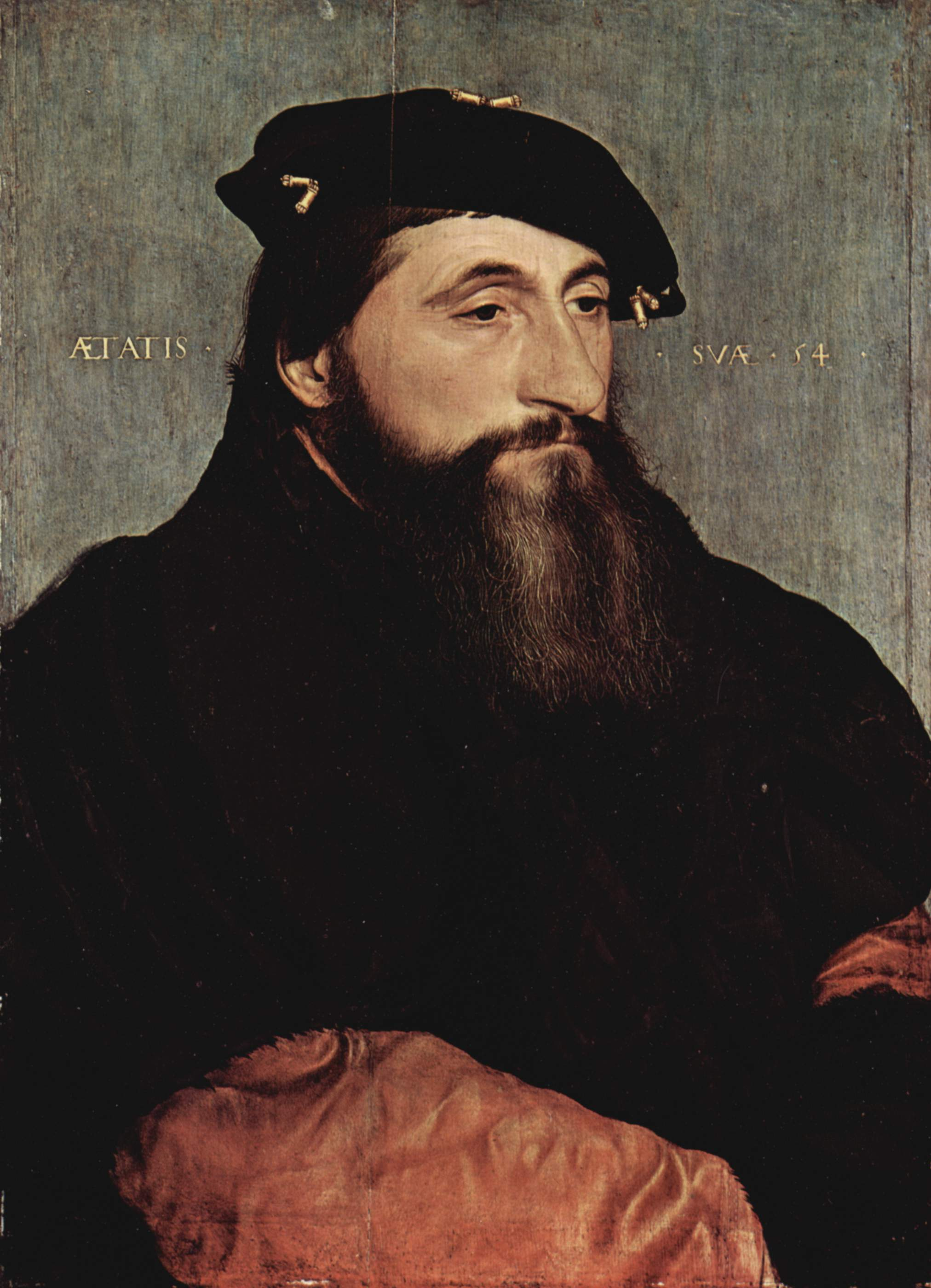
ロレーヌ公アントワーヌ（ホルバイン作、1543年）

アントワーヌ・ド・ロレーヌ（Antoine de Lorraine, 1489年6月4日 - 1544年6月14日）は、ロレーヌ（ロートリンゲン）公（在位：1508年 - 1544年）。善良公（ル・ボン：le Bon）とも呼ばれた。ロレーヌ公ルネ2世とその妻でゲルデルン公アドルフの娘であるフィリッパの間の長男として、バル＝ル＝デュックで生まれた。弟はギーズ公クロード。

## 生涯
1538年、ゲルデルン（ヘルレ）公カレルが子供のないまま亡くなったため、カレルの姉フィリッパを母にもつアントワーヌはゲルデルン公位とズトフェン伯位を請求したが、承継はできなかった。ゲルデルンはユーリヒ＝クレーフェ＝ベルク公ヴィルヘルム5世がいったん獲得したものの、1543年に神聖ローマ皇帝カール5世によってハプスブルク家領ネーデルラント諸州に編入された。また、アントワーヌは対抗宗教改革の推進者であり、治世の間に何度か起こった住民の暴動を鎮圧した。
1515年に結婚したルネ・ド・ブルボン＝モンパンシエ（ブルボン公シャルル3世の妹）との間に、6子を得た。
- フランソワ1世（1517年 - 1545年）
- アンヌ（1522年 - 1568年） - オランジュ（オラニエ）公ルネ・ド・シャロンと結婚、初代アールスコート公フィリップ2世・ド・クロイと再婚。
- ニコラ（1524年 - 1577年） - メルクール公、ヴォーデモン伯
- ジャン（1526年 - 1532年）
- アントワーヌ（1528年、夭折）
- エリザベート（1530年、夭折）